# Папе Шейх Діоп
Папе Шейх Діоп (ісп. Pape Cheikh Diop, нар. 8 серпня 1997, Дакар) — іспанський футболіст сенегальського походження, півзахисник клубу «Ельче».

## Клубна кар'єра
Народився 8 серпня 1997 року в місті Дакар, але в 2011 році переїхав у Іспанію. У 2012 році Папе потрапив у молодіжну команду клубу «Монтанерос». Через рік він перейшов в «Сельту». 23 серпня 2014 року в матчі Сегунди Б проти «Леальтада» Діоп дебютував за дублерів команди з Віго. В серпні 2015 року Пап підписав контракт з «Сельтою» терміном на п'ять років.
12 грудня 2015 року в матчі проти «Еспаньйола» Діоп дебютував у Ла Лізі, замінивши в кінці другого тайму Ноліто і загалом за півтора року зіграв 22 грі у вищому іспанському дивізіоні.
29 серпня 2017 року 2017 року перейшов у французький «Ліон», втім у новій команді основним гравцем не став. За два сезони відіграв за команду з Ліона 12 матчів у національному чемпіонаті.
14 серпня 2019 на правах оренди повернувся до «Сельти».

## Виступи за збірні
2015 року дебютував у складі юнацької збірної Іспанії, взяв участь у 12 іграх на юнацькому рівні. Зі збірною до 19 років він виграв юнацький чемпіонату Європи 2015 року у Греції, зігравши на турнірі у всіх п'яти матчах.
11 жовтня 2018 дебютував за молодіжну збірну Іспанії, за яку відіграв три матчі.

## Титули і досягнення
- Чемпіон Європи (U-19): 2015

## Статистика виступів

### Статистика клубних виступів
| Сезон                   | Команда                 | Чемпіонат               | Чемпіонат | Чемпіонат | Національний кубок | Національний кубок | Національний кубок | Континентальні кубки | Континентальні кубки | Континентальні кубки | Інші змагання | Інші змагання | Інші змагання | Усього | Усього |
| Сезон                   | Команда                 | Ліга                    | Ігор      | Голів     | Ліга               | Ігор               | Голів              | Ліга                 | Ігор                 | Голів                | Ліга          | Ігор          | Голів         | Ігор   | Голів  |
| ----------------------- | ----------------------- | ----------------------- | --------- | --------- | ------------------ | ------------------ | ------------------ | -------------------- | -------------------- | -------------------- | ------------- | ------------- | ------------- | ------ | ------ |
| 2015–16                 | «Сельта Віго»           | ПД                      | 6         | 0         | КІ                 | 2                  | 0                  |                      | -                    | -                    |               | -             | -             | 8      | 0      |
| 2016–17                 | «Сельта Віго»           | ПД                      | 16        | 1         | КІ                 | 3                  | 0                  | ЛЄ                   | 0                    | 0                    |               | -             | -             | 19     | 1      |
| Усього за «Сельта Віго» | Усього за «Сельта Віго» | Усього за «Сельта Віго» | 22        | 1         |                    | 5                  | 0                  |                      | 0                    | 0                    |               | -             | -             | 27     | 1      |
| 2017–18                 | «Ліон»                  | Л1                      | 1         | 0         | КФ+КЛ              | 0+1                | 0                  | ЛЄ                   | 0                    | 0                    | -             | -             | -             | 2      | 0      |
| 2018–19                 | «Ліон»                  | Л1                      | 12        | 0         | КФ+КЛ              | 4+2                | 0                  | ЛЧ                   | 5                    | 0                    | -             | -             | -             | 23     | 0      |
| Усього за «Ліон»        | Усього за «Ліон»        | Усього за «Ліон»        | 13        | 0         |                    | 7                  | 0                  |                      | 5                    | 0                    |               | -             | -             | 25     | 0      |
| Усього за кар'єру       | Усього за кар'єру       | Усього за кар'єру       | 35        | 1         |                    | 12                 | 0                  |                      | 5                    | 0                    |               | -             | -             | 32     | 1      |